# Igman
Pour les articles homonymes, voir Igman (homonymie).
Le mont Igman (en cyrillique : Игман) est une montagne du centre de la Bosnie-Herzégovine. Elle est située à l’ouest de la ville de Sarajevo à proximité du mont Bjelašnica et de la cité d'Ilidža. Son point le plus haut, l'arête Vlahinja, culmine à 1 502 mètres.
Le mont Igman est une destination touristique populaire pour la randonnée et le ski. La station de ski qui a été développée sur ses pentes a accueilli des épreuves sportives lors des Jeux olympiques d'hiver de 1984 - elle était l'une des montagnes principales avec celles de Jahorina et de Bjelašnica.
Les infrastructures de l’époque existent toujours, mais elles restent marquées par le conflit armé de 1992-1995.
La température la plus basse mesurée à ce jour en Bosnie-Herzégovine — -43,5 °C — l'a été sur le mont Igman. 
Par beau temps, on peut y voir du sommet le Monténégro et la mer Adriatique.